# Behenu
Behenu (Bhnw) va ser una reina egípcia de la VI dinastia. Es discuteix si era una esposa de Pepi I o de Pepi II.
Les restes de la seva piràmide la van descobrir arqueòlegs francesos l'any 2007, i la notícia del descobriment de la seva cambra funerària es va fer pública el març de 2010. Com que aquesta piràmide va ser 

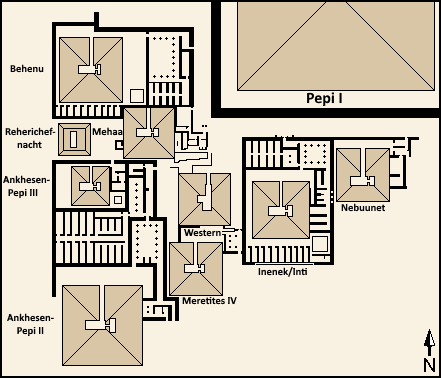
Situació de la piràmide de Behenu.

descoberta als voltants de la piràmide de la Pepi II, es va considerar que Behenu havia estat "probablement". l'esposa d'aquest faraó. Tot i així no s'ha descobert cap inscripció que la vinculi amb ell.
Es va descobrir un conjunt de textos de les piràmides a la cambra funerària, el segon exemple conegut de la presència d'aquests textos religiosos en l'enterrament d'una reina en comptes del faraó. A les restes del seu temple funerari s'hi va trobar una estatueta del cap de la reina molt ben conservada. Mesura 7,5 cm i té els ulls incrustats amb materials de colors.